# Umspannwerk im Hafen Hildesheim

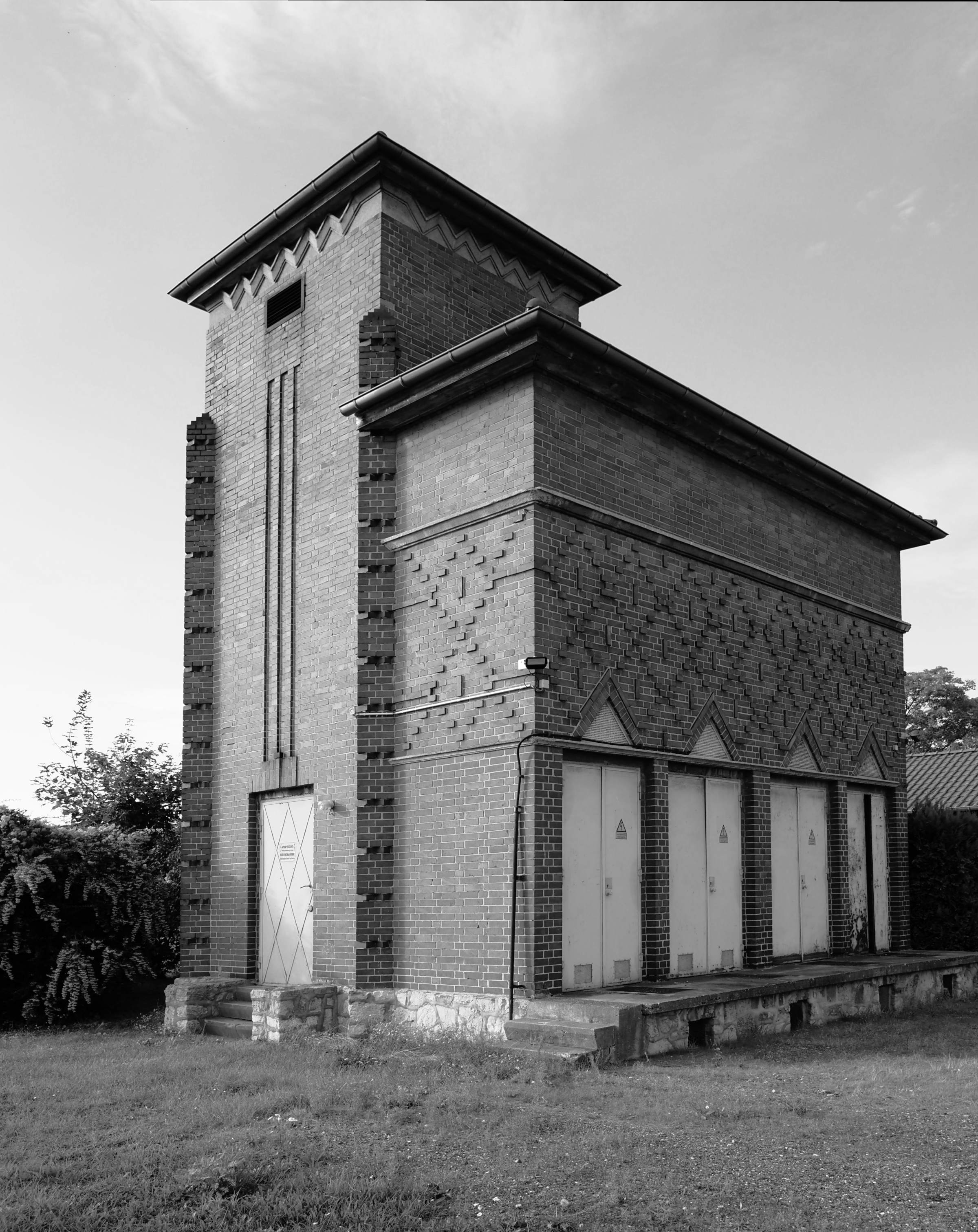
Umspannwerk

Das Umspannwerk im Hafen Hildesheim wurde 1927 im Hafen Hildesheim errichtet. Es wurde von dem Architekten August C. Gothe geplant, insbesondere durch den auffälligen Zierverband im Ziegelmauerwerk ist die Architektur dem Backsteinexpressionismus zuzuordnen. Das Bauwerk steht unter Denkmalschutz und ist unter der ID 37531729 im Niedersächsischen Denkmalverzeichnis eingetragen. Die Adresse wird voneinander abweichend mit Hafenkopfstraße 8 oder Kanalstraße 34 angegeben.